# Springbank
Springbank je skotská palírna společnosti J & A Mitchell & Co. Ltd vyrábějící skotskou sladovou whisky. Nachází se ve městě Campbeltown ve správní oblasti Argyll a Bute.

## Historie
Palírna byla založena v roce 1828 rodinou Mitchellových na místě pokoutní palírny Archibalda Mitchella. Původně se jmenovala Riechlachan. V palírně se nachází muzeum whisky. Naproti kdysi stávala již neexistující palírna s názvem Longrow. Produkuje whisky značky Springbank, což je 15letá whisky s obsahem alkoholu 46%. Část produkce se používá do míchaných whisek. Tato whisky má podle recenzentů ohromující chuťovou bohatost s lehce olejovitým charakterem. V této palírně se kromě whisky Springbank destilují ještě whisky s názvem Longrow (což je rašelinná whisky) a Hazelburn (tato whisky se na Skotsko netradičně destiluje třikrát).

## Galerie

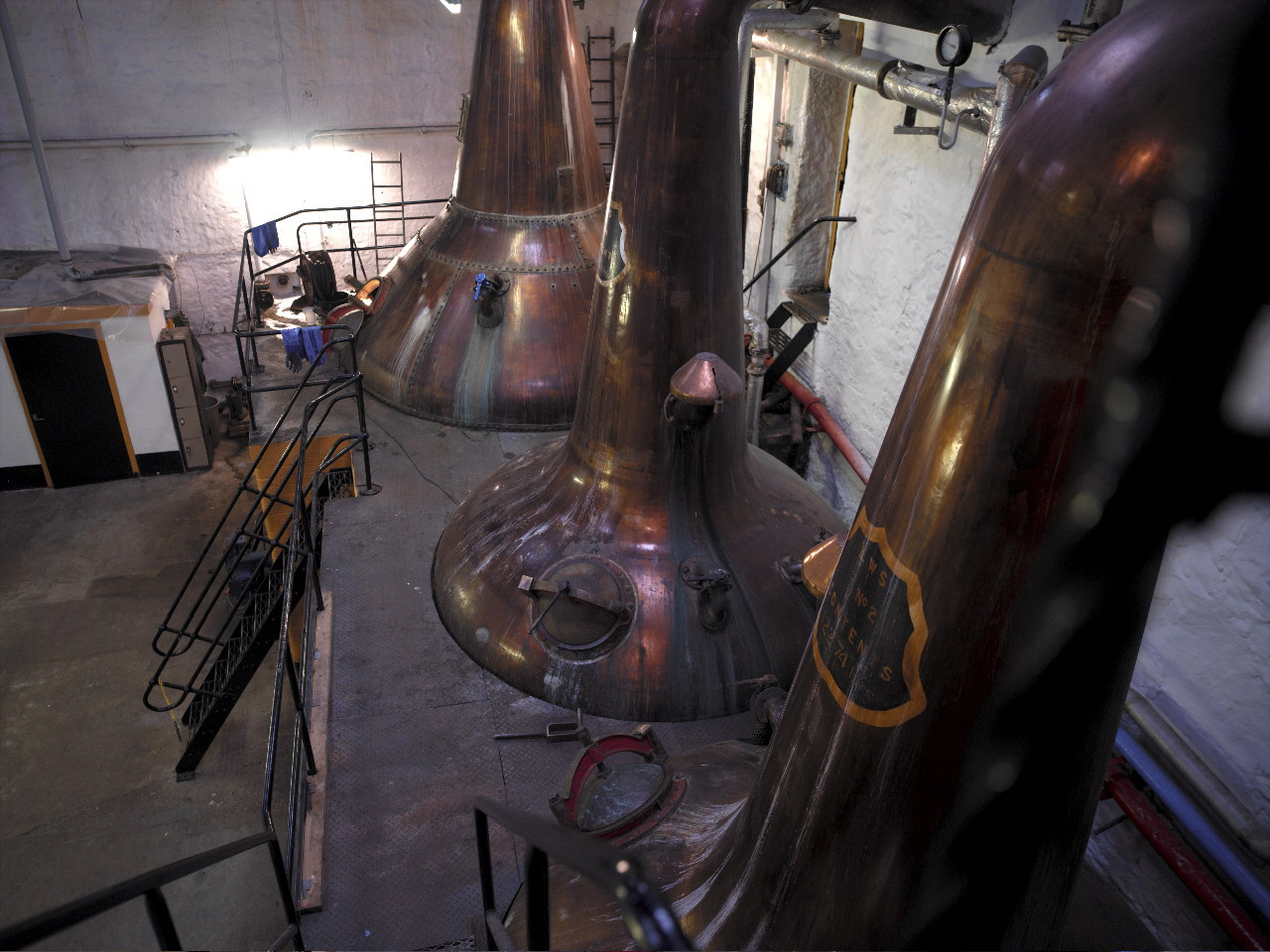
Destilační kotle
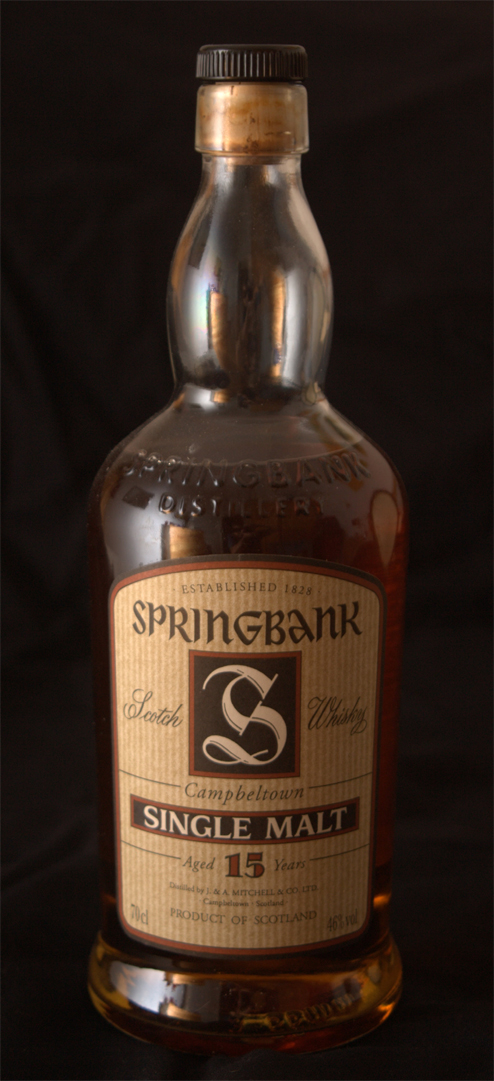
Springbank 15letá 46%
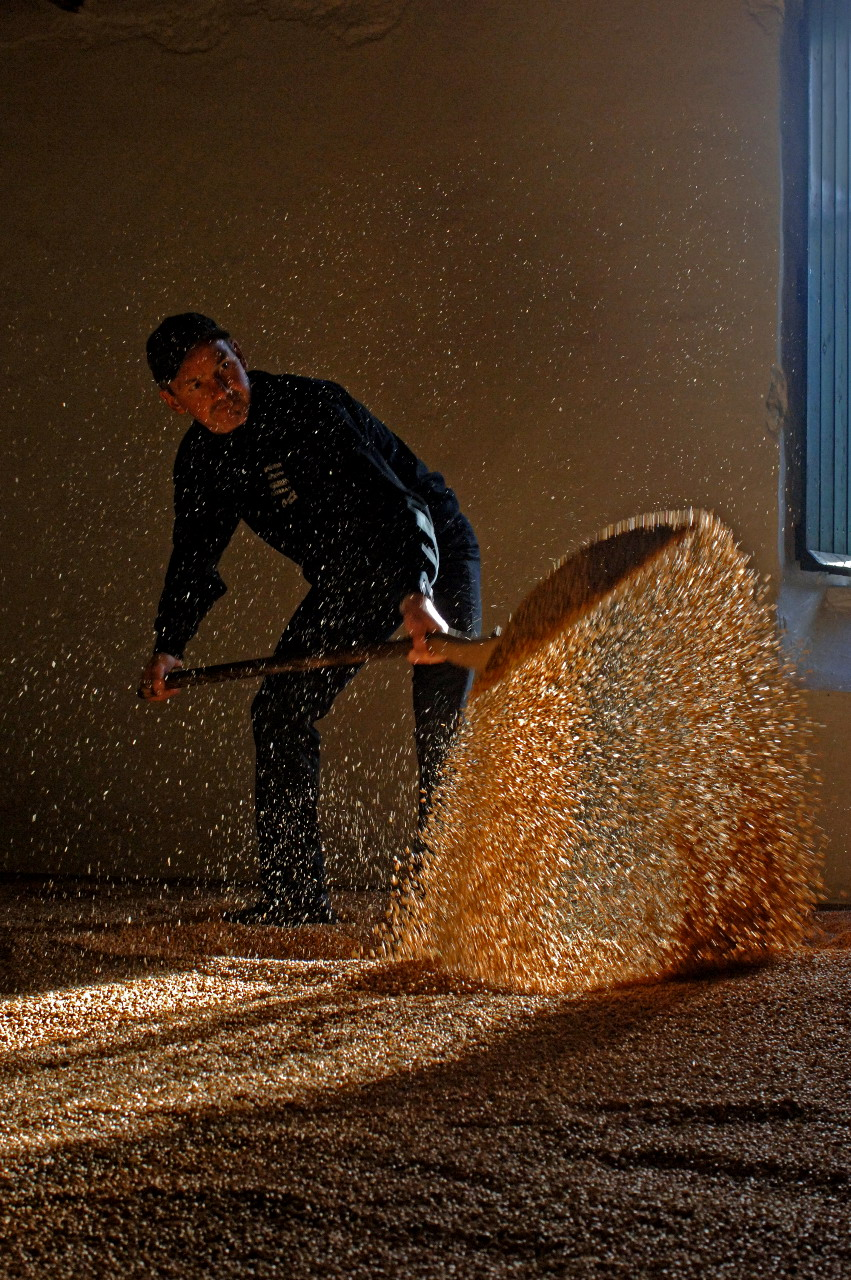
HectorTurning při práci